# ۱ قنطورس
۱ قنطورس یک ستاره است که در صورت فلکی قنطورس قرار دارد.این ستاره تقریبا ۶۳ سال نوری از زمین فاصله دارد.